# Костел Успіння Діви Марії (Бучач)
Костел Успіння Діви Марії, Костел Внебовзяття Пресвятої Діви Марії, Костел Матері Божої Святого Скапулярію в Бучачі (іноді костел францисканців, пол. kościół p.w. Wniebowzięcia Najświętszej Panny Marii) — культова споруда, пам'ятка архітектури національного значення в м. Бучач (Тернопільська область, Україна). Один із найбільш туристичних архітектурних об'єктів заходу України. Діючий парафіяльний храм однієї з найстарших у Львівській архидієцезії Бучацької парафії Чортківського деканату РКЦ. Фундатор — Микола Василь Потоцький.

## Історія

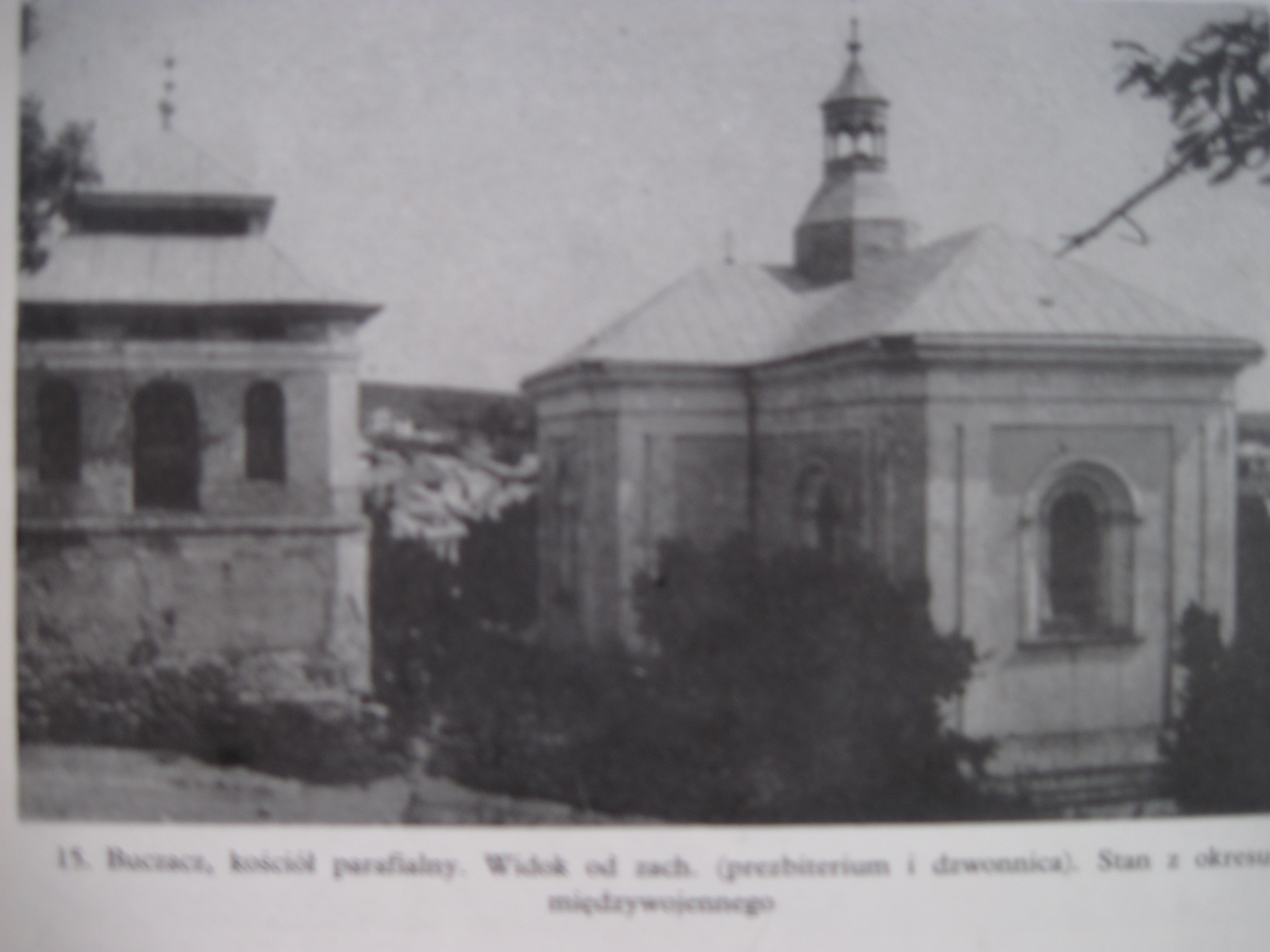
Зліва — зруйнована більшовиками дзвіниця

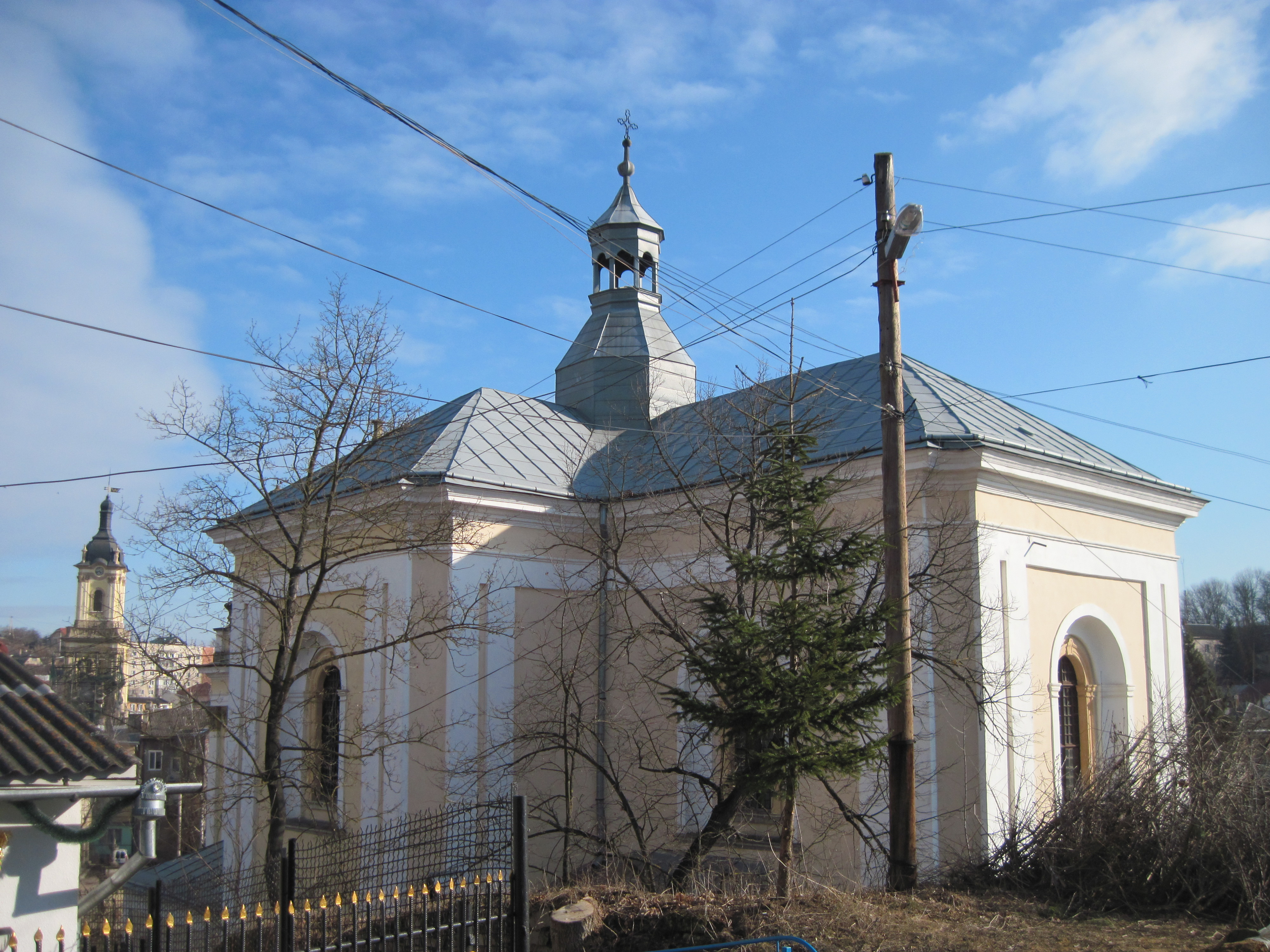
Вигляд з боку колишньої дзвіниці, лютий 2015

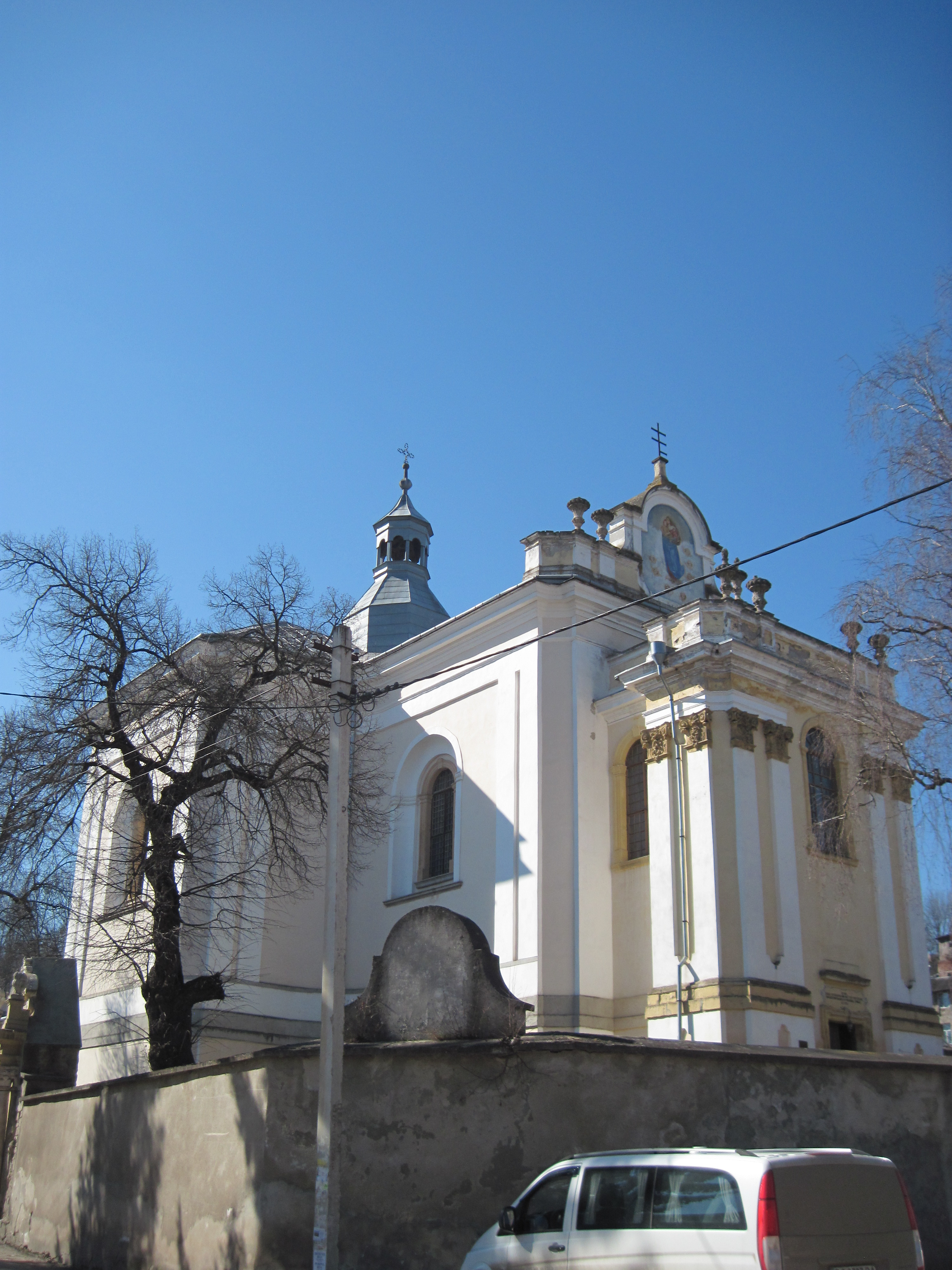
Вигляд з вул. Аґнона

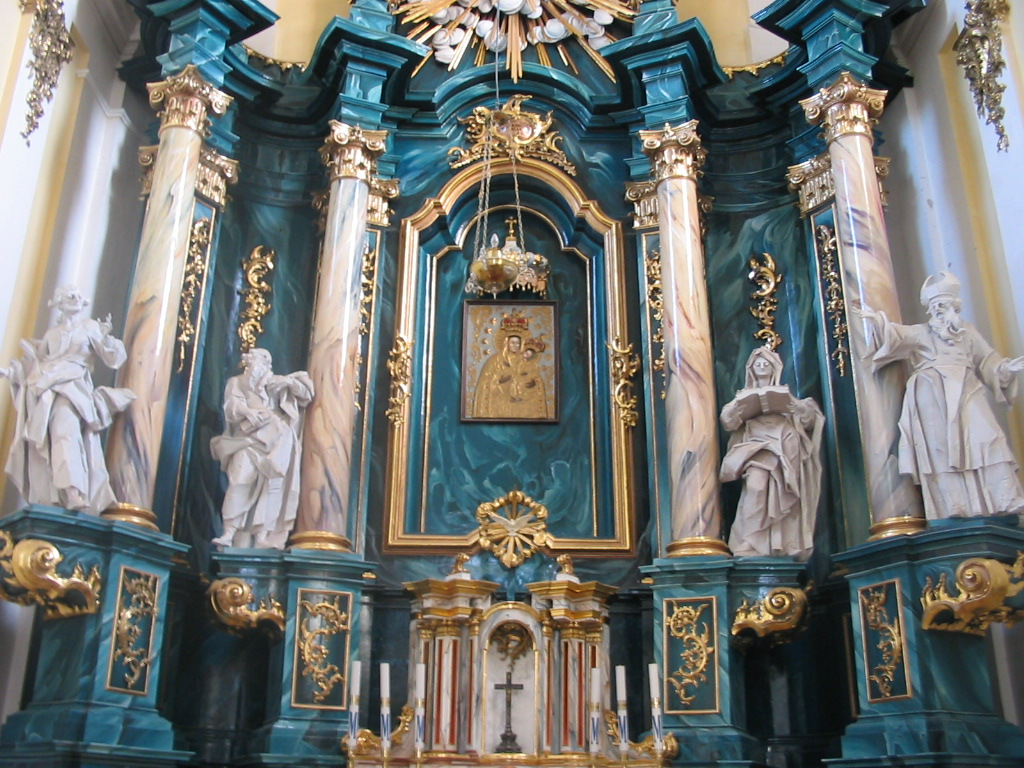
Головний вівтар

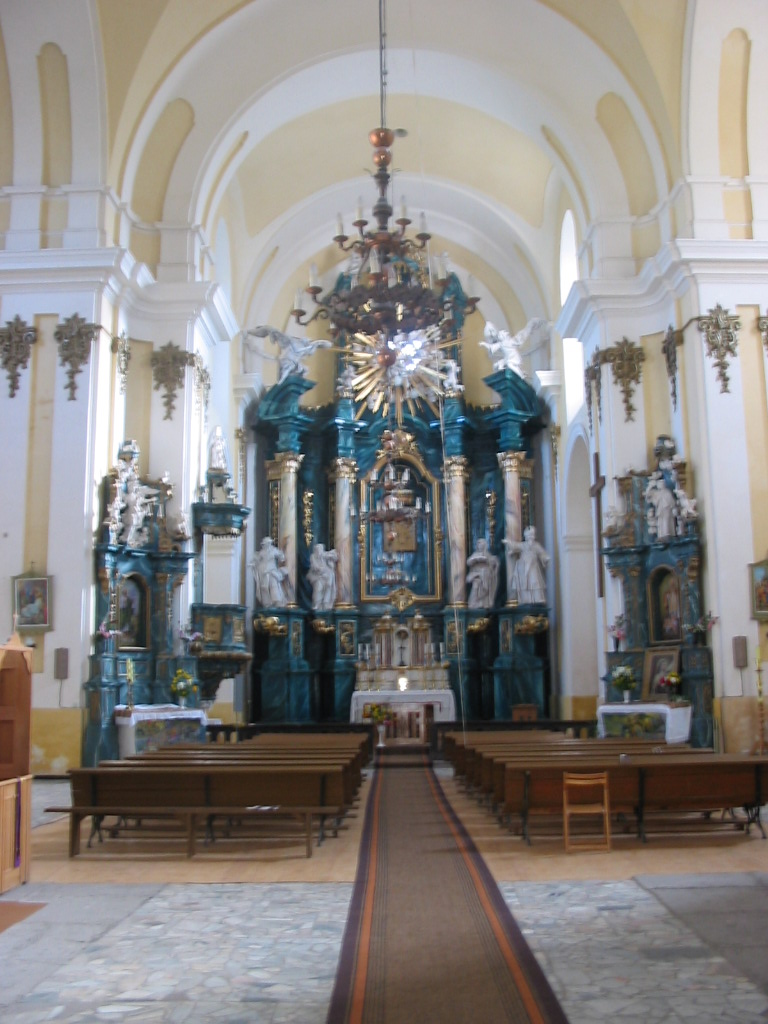
Інтер'єр

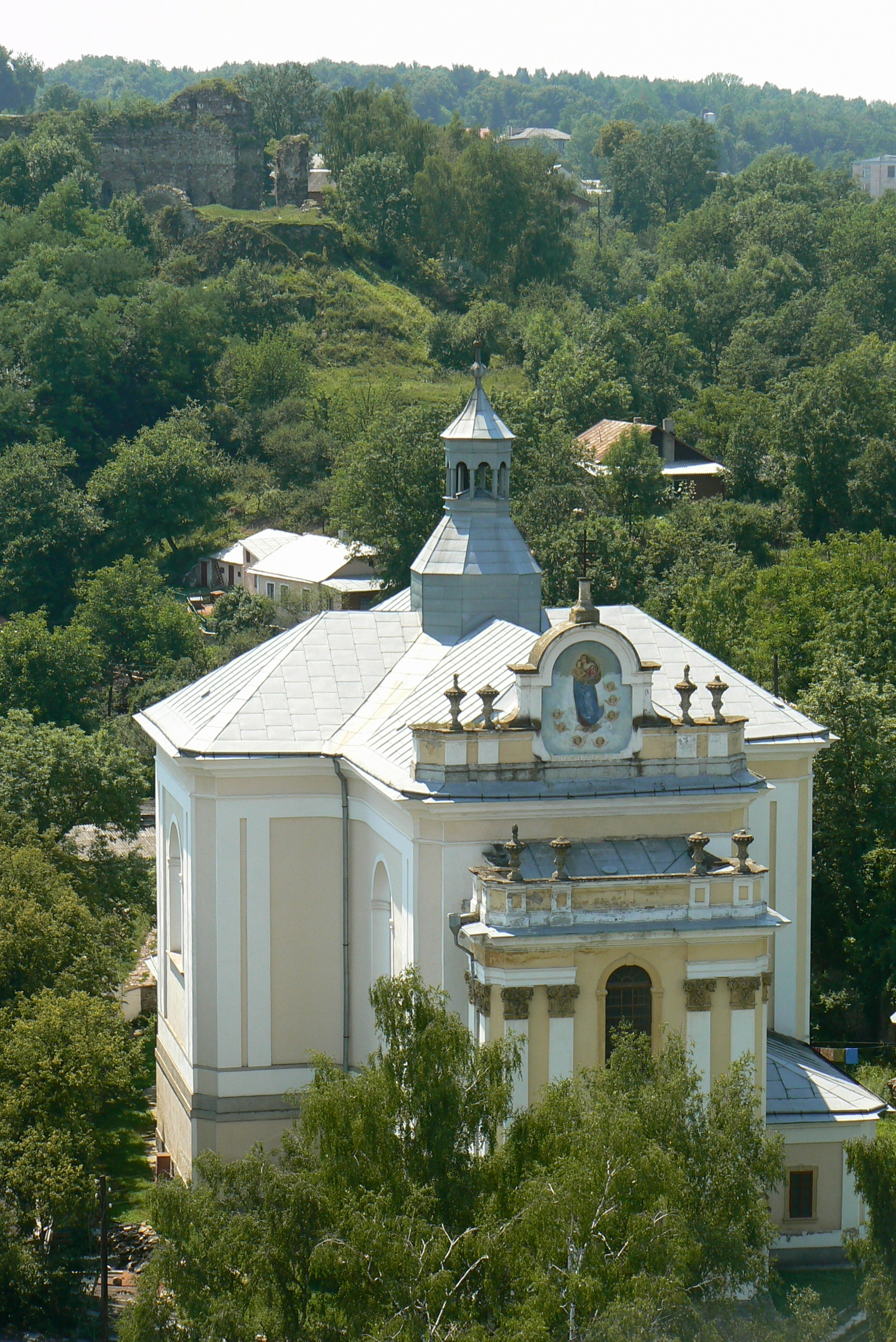
Вигляд з ратуші

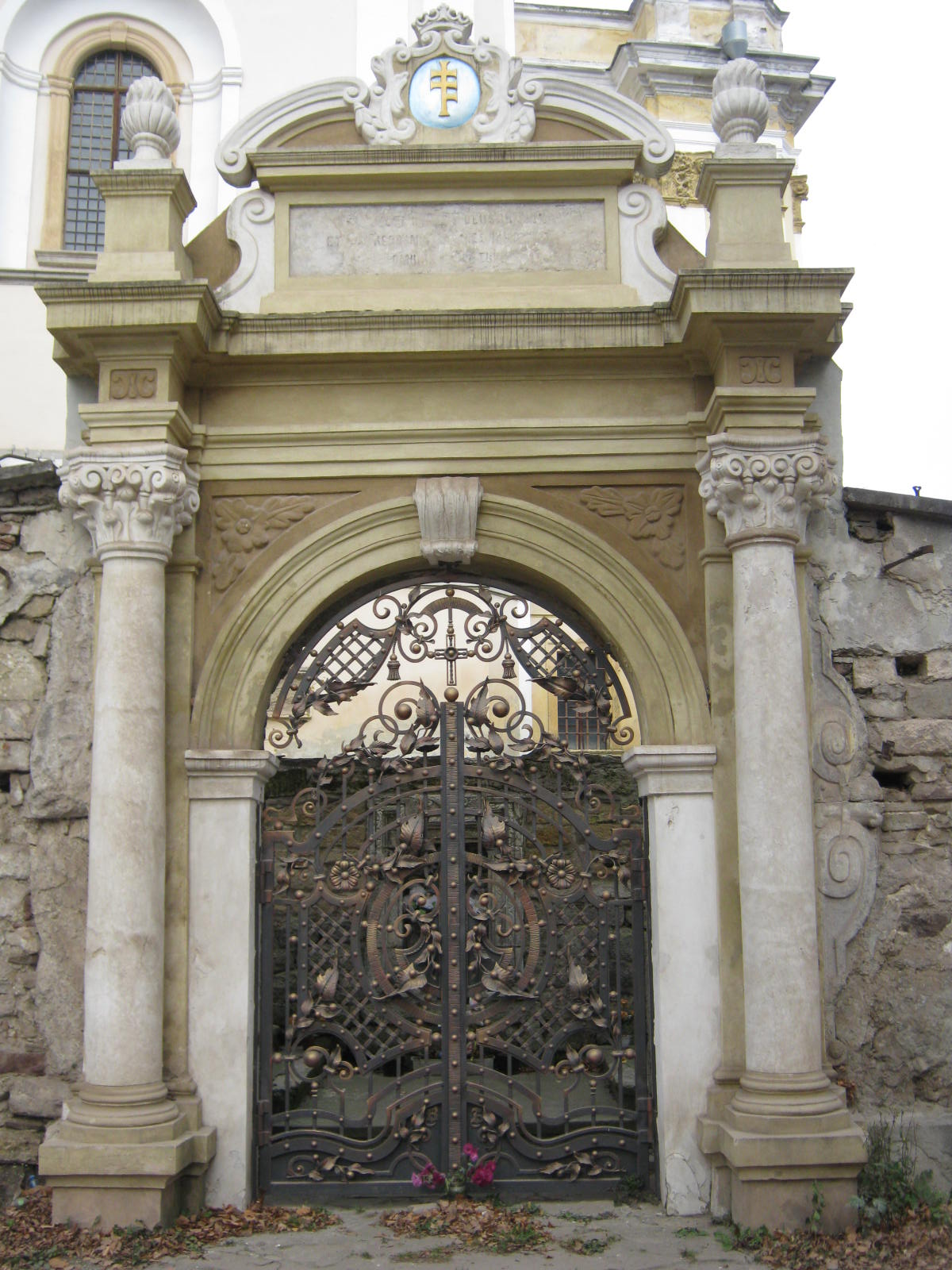
Стара брама, фасад

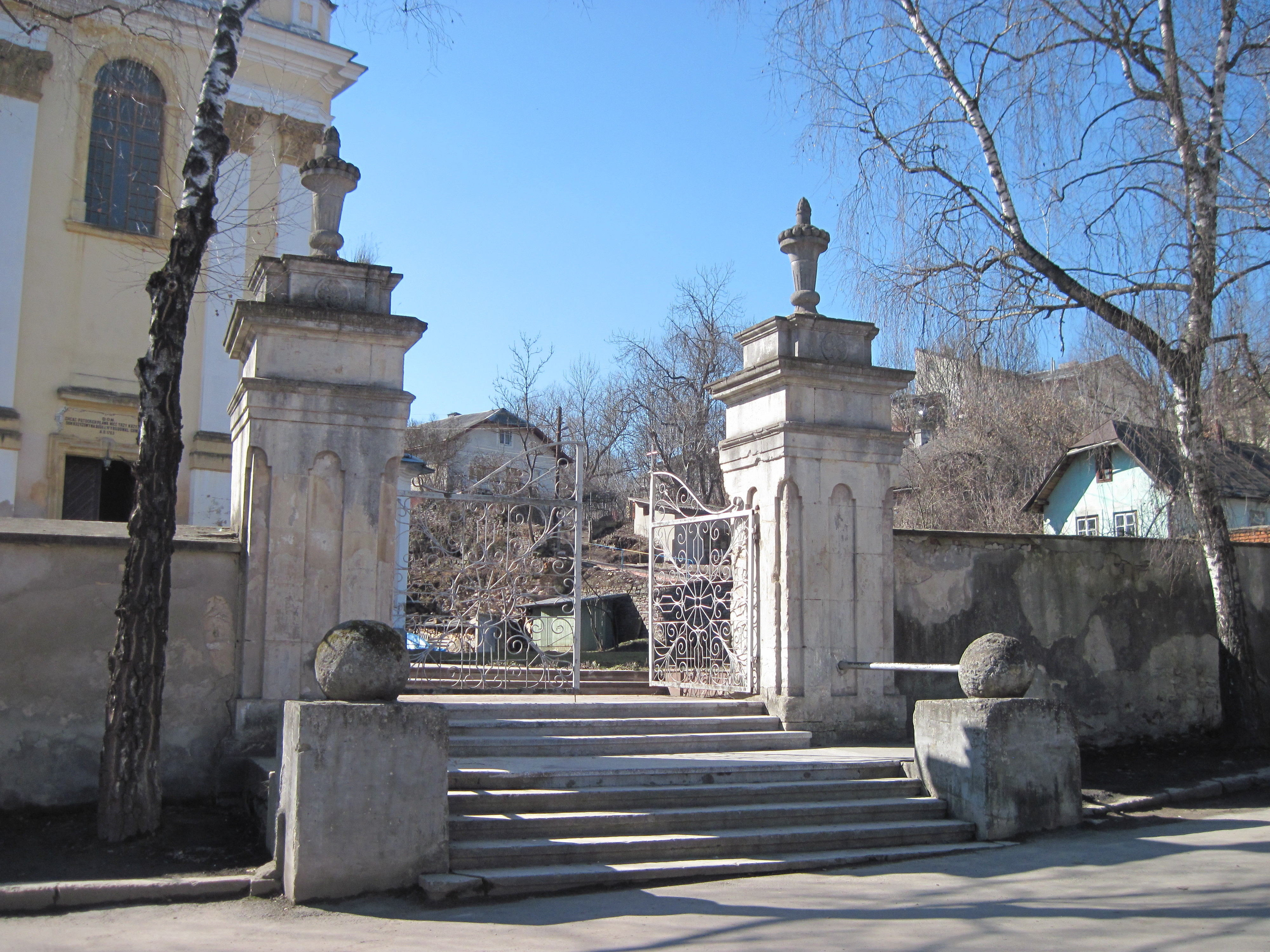
Нова в'їзна брама

### Передісторія, початки
Замість фарного костелу вирішили збудувати новий мурований на початку XVIII ст., однак розбирати почали, після дозволу львівського латинського архиєпископа Вацлава Героніма Сераковського, тільки восени 1760 р. за вказівкою дідича Бучача, канівського старости Миколи Василя Потоцького. 21 березня 1761 року М. В. Потоцький видав фундаційну грамоту для нового парафіяльного храму, який у Бучачі збудували у 1761–1763 роках.
На думку Збігнєва Горнунга, костел збудували за планом тодішнього архітектора М. В. Потоцького. Мартина Урбаніка Дослідник також припускав, що головним творцем проекту міг бути Б. Меретин, або М. Урбанік послуговувався копією проекту костелу всіх святих у Годовиці, який є прообразом бучацького. Михайло Станкевич вказав, що архітектор невідомий. Єжи Ковальчик вважав, що автором проекту був Меретин, а реалізував його Урбанік.
Освячення (консекрацію) костелу 14 серпня 1763 року провів під час канонічної візитації львівський латинський архієпископ В. Г. Сераковський з Богуславіце.
У записах метричних книг хрещень і поховань бучацьких костелів можна довідатись, що неодноразово хресними батьками були дідичі міста (зокрема, Стефан Александер Потоцький, його син Микола Василь), гості (генерал-ад'ютант короля Швеції Карла XII Андерс (Єнджей) Тиллденкрон, староста львівський Йоахім Потоцький та інші).
З канонічними візитаціями у храмі перебували львівські архиєпископи РКЦ граф Анджей Алоїзій Анквіч (1816, 8 травня 1825), Франтішек де Паула Піштек (22—23 травня 1838), Лукаш Баранецький (7 вересня 1852). 1856 року: в лютому коштом шляхтичів Пенчиковських було виготовлено 14 стаційних ікон; також було виготовлено нову монстранцію за сприяння дідича міста графа Потоцького (ц.-к. майора, шамбеляна).
Доктор Едвард Кшижановський сприяв розкопкам на замку Бучача; викопані 2 кулі вагою по 15 фунтів були вмуровані в зовнішню стіну костелу Внебовзяття Пресвятої Діви Марії з написом: «З нападів татарських». 1880 року поляки поставили біля костелу дубовий хрест на знак вшанування 50-ї річниці листопадового повстання.
1945 року радянська влада перетворила костел на магазин (продавалося всіляке потрібне в господарстві залізяччя), пізніше храм був складом. Головний вівтар роботи Пінзеля, частина бічних були зруйновані. Вцілілі речі були вивезені до Польщі. З родинних склепів у підземеллях костелу було винесено рештки Потоцьких, тут влаштували котельню. На раніших зображеннях можна бачити дзвіницю (не збереглась, розібрана біля 1958 р., знаходилась на місці невеликого майданчика біля доріжки до замку, вище гроту на подвір'ї собору, з тилу).
1991 року стараннями, зокрема, ксьондза Людвіка Рутини, уродженця Підзамочка костел повернули громаді бучацьких римо-католиків.
За спогадами бучачанина — старости міста під час гітлерівської окупації — Івана Бобика, якийсь час називався ім'ям святого Станіслава.

### Опис
Костел має ніби подвійний фасад, хрещатий в плані, склепіння хрещаті, напівциркульні. Споруда лаконічна, сувора, позбавлена великої кількості прикрас.
Храм кам'яний, величний, з монументальними формами, потинькований. Головний фасад прикрашений 4-ма парами подвоєних пілястр, парапет оглядового майданчика та передня стіна прикрашені різьбленими з каменю вазами. В центральному полі — портал, над ним напівциркульне вікно. Фасад завершують аттик з вазами і бароковим фронтоном. Тимпан фронтону оточений вишуканими рокайлевими завитками (вказують на епоху бароко, прикрашений копією Сікстинської Мадонни (автор ориґіналу — Рафаель Санті, зберігається в м. Дрезден). Увінчує споруду невеликий 8-кутний «барабан».

Портал костелу прикрашено прямим сандриком та гербом Потоцьких — Пилявою і текстом: 
|  | Chcąc Potockich Pilawa mieć trzy krzyże całe, Dom Krzyżowy na Boska wybudował chwałę. A. D. 1763. |

 Праворуч головного входу — ґвинтові сходи (ведуть на оглядовий майданчик, з якої відкривається прекрасна панорама міста. При головному вході на 2-му яруси був діючий орґан, придбаний бучацькими міщанами у Львові 1782 року, знищений у 50-х роках XX століття.
Окраса храму — архітектурний головний вівтар, один з найкращих на теренах сучасної України. Поліхромний, з переважанням зелених кольорів, білими статуями святих (на думку польських дослідників, білим кольором (схожість з порцеляною) розмальовували скульптури пізнього львівського рококо, наслідуючи при цьому південно-німецькі зразки).
Первісний дах був зроблений з ґонту, вежа з ліхтариком, хрестом були інші. Давніше вище вхідного порталу був малюнок.
Проповідальниця (амвон) схожий на інші, виконані Меретином та Пінзелем, зокрема, в костелі Місіонерів (Городенка), церкві Покрови (Бучач), костелі (Годовиця).

## Мистецька проблематика
Польський дослідник Адам Бохнак (пол. Adam Bochnak) вважав скульптора й архітектора Петра Полейовського автором проекту головного вівтаря через його схожість із вівтарем костелу францисканців у Перемишлі, чого не виключав Ян К. Островський. Також на це вказував др. габ. Александер Смолінський
Адам Бохнак звернув увагу на схожість вівтарних фігур на роботи різьбяра, якого він називав «майстер домініканських фігур» (З. Горнунг вважав, що це або Себ. Фесінгер, або Ант. Осінський). На думку Михайла Станкевича, ймовірно, авторами різьбярських робіт були Й.-Ґ. Пінзель та учні. Дмитро Крвавич припускав, що автором чотирьох статуй головного вівтаря був Франциск Олендзький; також він вказував, що скульптура святого Якима (Йоахіма) з головного вівтаря бучацького костелу відрізняється від скульптури цього ж святого з головного вівтаря бучацької церкви Покрови (її автор Михайло Філевич) багатшою пластикою). Свого часу Ян К. Островський припускав, що головний вівтар та вівтарі трансепту виконані одним майстром чи групою скульпторів, який (які) також виконав(ли) фігури у вівтарі церкви Св. Покрови в Бучачі. Також він вважав, що персоніфікація з вівтаря св. Валентина, частково — вівтаря св. Йосифа парафіяльного костелу в Наварії — вказує на їх значну подібність з фігурами вівтаря св. Антонія в бучацькому костелі, що можна вважати їх роботою одного майстра — послідовника, правдоподібно, співпрацівника Пінзеля.
Ян К. Островський припускав, що автором більшості предметів фігурного декору костелу був «приятель Пінзеля» — правдоподібно, його близький співробітник, твори якого «можна вирізнити» в церкві Святої Покрови (Бучач), костелів у Наварії, кармелітів (Перемишль), бернардинців (Дукля).
На думку Анджея Бетлея, свого часу Матвієві Полейовському хибно приписували авторство структур бічних вівтарів (Матері Божої Шкаплірної та св. Антонія).
На думку Бориса Возницького, Пінзель — автор скульптур святих Вінцентія а Пауло і Франсиско Борджа з вівтаря св. Миколая. Однак у цьому сумнівався Ян К. Островський через їх нижчу мистецьку вартість порівняно з іншими творами майстра. Атрибуцію Горнунга, що їх автором міг бути Франциск Олендзький, Я. К. Островський вважав неперевіреною спекуляцією.
Якуб Сіто приписав Себастьянові Фесінгеру різьби з вівтаря св. Тадея і датував їх 1745—1750 роками. На думку Анджея Бетлея, обличчя фігури янгола-охоронця в цьому вівтарі схоже на обличчя фігур з епітафії Йоанни Яблоновської з Потоцьких в костелі єзуїтів у Львові.

## Доля предметів культу
Ян К. Островський уважав, що неможливо точно ствердити про авторів та дати створення різьблених робіт у костелі. Припускав, що вони виконані в 1761—бл. 1770 роках з 1765-м як роком «тяжіння».

### Збережені різною мірою
Розп'яття з презбітерію Тадеуш Маньковський приписував Пінзелю.

#### Перебувають у Бучачі
- Головний вівтар
- Вівтарі:
  - святого Миколая

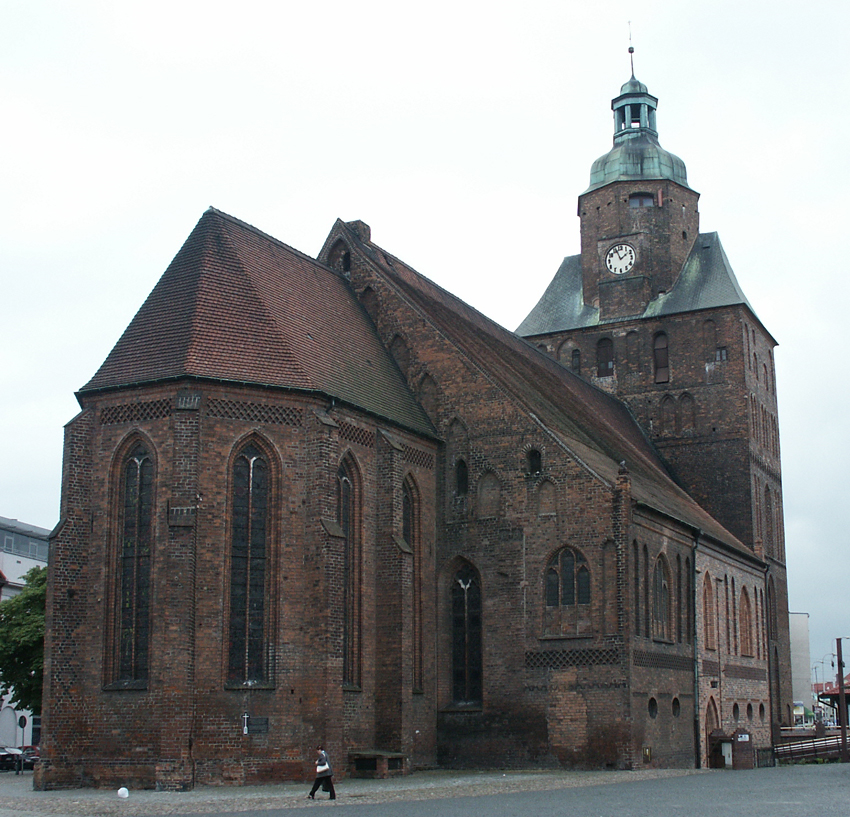
Катедра, Ґожув-Велькопольський

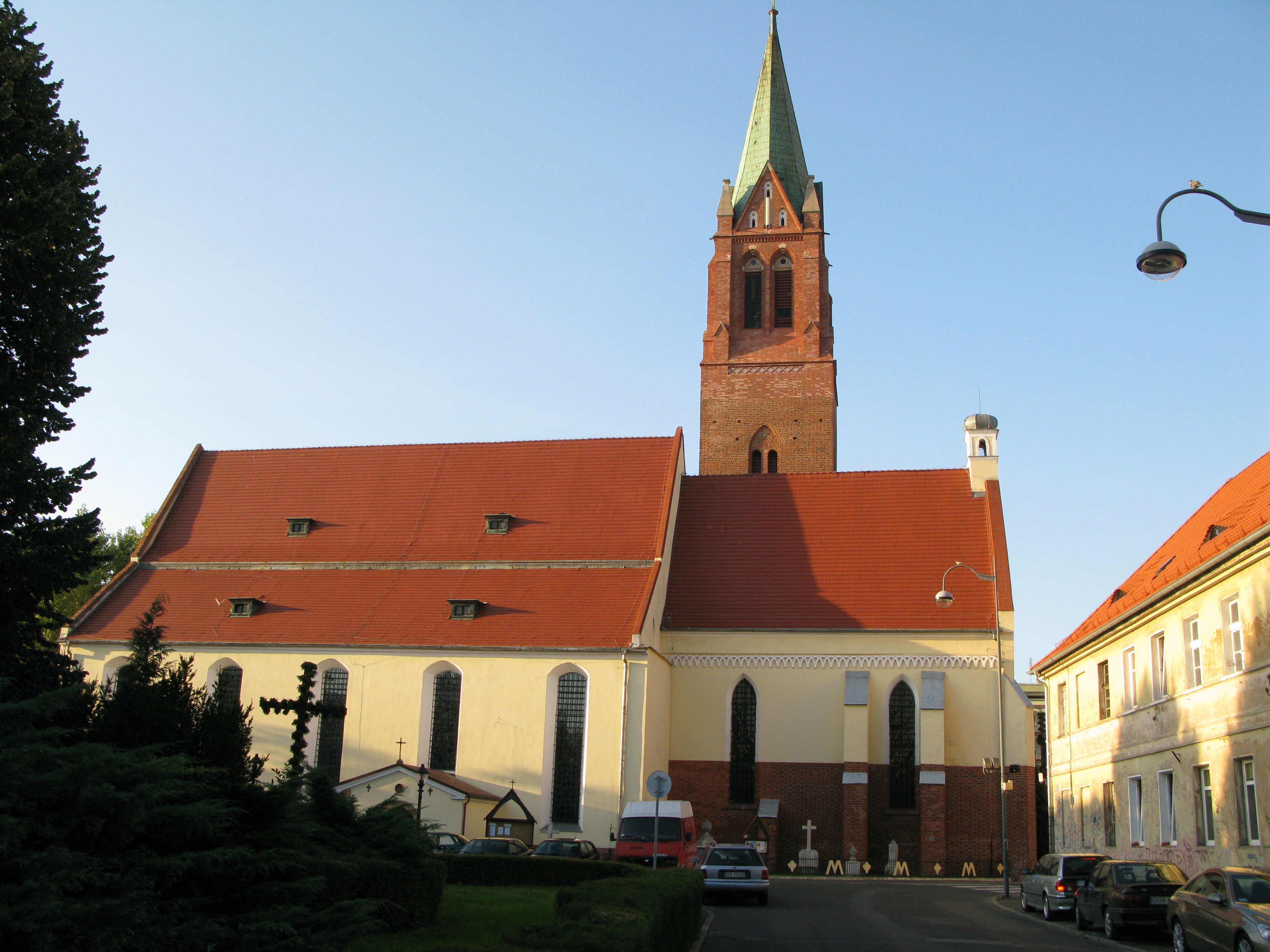
Костел, Олава

  - святого Тадея; за З. Горнунґом, обидва, створені бл. 1753—1755 років для старого фарого костелу, були перенесені до нового костелу, що викликало сумніви Я. К. Островського через їх значну схожість.[31]
  - святого Антонія (справа в трансепті)
  - Матері Божої Шкаплірної (зліва в трансепті)

#### Перебувають в Олеську
- Архангел Рафаїл з вівтаря св. Тадея
- Св. Вінцентій а Пауло з вівтаря св. Миколая
- Св. Франсиско Борджа з вівтаря св. Миколая (всі станом на 1990 рік). В 2012—2013 році статуї Вінцентія а Пауло і Франсиско Борджа були представлені на виставці в Луврі.[40][41]

#### Перебувають у Польщі
- Ґожув-Велькопольський, катедра РКЦ: ікона «Успіння Матері Божої»
- Олава, парафіяльний костел: ікони святих Тадея, Миколая з відповідних бічних вівтарів
- Ікона Матір Божа з дитятком, з головного вівтаря (плебанія парафіяльного костелу Тшемешна-Любуського)
- Феретрони, келих (парафіяльний костел Тшемешна-Любуського)

### Вважаються зниклими
- Ікони:
  - Оплакування Христа, викрадена 1990 року з костелу Утішення Матері Божої в Олаві
- Антепендії:
  - Таємна вечеря, з головного вівтаря
  - Сцена життя св. Тадея, вівтар св. Тадея
  - Історична сцена, вівтар св. Миколая (Ян К. Островський вважав, що можна пов'язати його з Пінзелем, оскільки він мав високу мистецьку вартість[28])
  - Вручення шкапліра св. Шимону Сток, вівтар Матері Божої Шкаплірної
  - Казання св. Антонія до риб, вівтар св. Антонія.

Юлія Горнунгова вважала всі антепендії роботою майстерні Пінзеля, датувала їх кінцем 1760-х.

## Ксьондзи
У костелі працювали ксьондзи: о. Станіслав Рикала, о. Стефан Броньовський, о. Томаш Пашковський, о. Павел Розмисловський, о. Станіслав Мрочек, о. Єжи Якуб Стронкевич, о. Александер Юзеф Млодкевич, о. Антоній Вілінський, о. Томаш Венгерський, о. Францішек Пйотровський, о. Павел граф Потоцький (дідич міста, був похований в каплиці (частково збереглась) на міському кладовищі Федір), о. Міхал Домбровський (іноді Михайло Домбровський) — львівський почесний канонік, заступник директора Бережанської (чи Бучацької) гімназії), о. Мацей Анджейовський, о. Станіслав Громніцький, Ян Огродник, о. Валентій Опалінський (останній перед закриттям храму «совітами», о. Людвік Рутина — перший після відновлення діяльності. Зараз настоятелем храму є о. Даріуш Пєхнік.

### Адміністратори парафії
кс. Адольф Яросевич

## Усипальниця
Тіла осіб, похованих у старому фарному костелі Бучача, були перепоховані у криптах новозбудованого храму. Нині з правого боку можна бачити пам'ятну надгробну таблицю Марії з Лаських Собещанської — старостини хребтіївської (пом. 7 квітня 1768 р., похована 13 квітня). Саркофаги з тілами похованих у криптах сучасного костелу, відсутні (ймовірно, були перепоховані під час перебудови всіх міст Галичини після входження до складу Священної Римської імперії). Рештки тіл похованих у крипті костелу представників роду Потоцьких, які були тут до приходу «других совітів», були поховані на міському цвинтарі на пагорбі «Федір» за влади більшовиків.

## Зауваги
1. ↑  щоправда, при цьому не вказує, на кого посилається